# Iglesia de San Esteban (Prullans)
La Iglesia de Sant Esteve de Prullans es la parroquial del municipio de Prullans en la comcarca de la Baja Cerdaña. Documentada a finales del siglo X en el acta de la consagración de la Seo de Urgel.

## Edificio
La nave es única de planta rectangular con un ábside semicircular. A mitad de la nave, en ambos laterales se abrieron a través de unas arcadas, unas capillas , formando una especie de crucero. En el muro derecho además se construyó la sacristía y en el espacio que ocupaba en este mismo lado la puerta original se edificó posteriormente el campanario de torre, pasando la puerta de entrada a la fachada en los pies de la nave. La restauración última se hizo en los años setenta del siglo XXI.
El ábside es la parte mejor conservada a pesar de sus reformas, realizando la sillería con grandes piedras grises hasta el nivel de las dos ventanas que presenta, a partir de las cuales las piedras de edificación son más pequeñas y alargadas; se acaba con una pequeña cornisa en zig-zag.